# Vital' Ščėrba
Vital' Venjadziktavič Ščėrba (in bielorusso Віталь Венядзіктавіч Шчэрба?; anche noto come Vitaly Scherbo; Minsk, 13 gennaio 1972) è un ex ginnasta bielorusso.
È uno degli sportivi con il maggior numero di medaglie olimpiche, con un totale di 10 podi di cui sei d'oro, nonché uno dei migliori medagliati in una singola edizione.

## Biografia
Ai Giochi olimpici di Barcellona 1992 conquistò sei medaglie d'oro, all'epoca fu il secondo miglior risultato ottenuto in un'Olimpiade dopo i sette ori di Mark Spitz di Monaco di Baviera 1972, insieme alla prestazione di Kristin Otto di Seul 1988. Eguagliò anche il primato di medaglie d'oro individuali (cinque) eguagliando Eric Heiden che ne vinse altrettanti a Lake Placid 1980.
Quattro anni dopo ad Atlanta 1996 vinse quattro medaglie di bronzo.

## Palmarès
Giochi olimpici
- Barcellona 1992:
- Atlanta 1996:

Campionati mondiali
- Birmingham 1993:
- Brisbane 1994:
- Sabae 1995:
- San Juan 1996:

Campionati europei
- Praga 1994:
- Brøndby 1996:

Universiadi
- Fukuoka 1995: